# Emphreus tuberculosus
Emphreus tuberculosus är en skalbaggsart som först beskrevs av Aurivillius 1910.  Emphreus tuberculosus ingår i släktet Emphreus och familjen långhorningar.
Artens utbredningsområde är Kenya. Inga underarter finns listade i Catalogue of Life.